# Famille Kastrioti
Les Kastrioti sont une famille noble albanaise, active aux XIVe et XVe siècles en tant que dirigeants de la principauté de Kastrioti. Au début du XVe siècle, la famille contrôlait un territoire dans les régions de Mat et de Dibra.
Le membre le plus notable est Gjergj Kastrioti, plus connu sous le nom de Skanderbeg, considéré aujourd'hui comme un héros albanais pour avoir mené la résistance contre les efforts de Mehmed le Conquérant pour étendre l'Empire ottoman en Albanie. Après la mort de Skanderbeg et la chute de la principauté en 1468, la famille Kastrioti a prêté allégeance au royaume de Naples et a obtenu le contrôle du duché de San Pietro in Galatina et du comté de Soleto, aujourd'hui dans la province de Lecce, en Italie.
Ferrante (mort en 1561), fils de Gjon Kastrioti II, duc de Galatina et comte de Soleto, est l'ancêtre direct de tous les membres masculins de la famille Kastrioti aujourd'hui.
Actuellement, la famille se compose de deux branches italiennes, l'une à Lecce et l'autre à Naples. Les descendants de la maison Kastrioti en Italie utilisent le nom de famille « Castriota Scanderbeg ».

## Personnalités
- Kostandin Kastrioti, peut-être le père de Pal Kastrioti
  - Pal Kastrioti - avait le titre « signior de Signa et de Gardi-hypostesi » (Sina (albanais : Sinë) et Lower Gardi (albanais : Gardhi i Poshtëm)), trois fils
    - Aleks Kastrioti - seigneur de trois villages, descendance inconnue
    - Kostandin Kastrioti - seigneur du château de Kruja (dominus Serinae), descendance inconnue
    - Gjon Kastrioti (fl. 1407-1437†), marié à Voisava Tripalda, neuf enfants
      - Reposh Kastrioti - († 1430 ou 1431)[2], descendance inconnue, peut-être le père de Constantine
      - Stanisha Kastrioti - († 1445 ?), un fils
        - Hamza Kastrioti - (Après 1457)

      - Kostandin Kastrioti, descendance inconnue, peut-être le père de Constantin
        - Constantin Kastrioti

      - Mara Kastrioti, mariée à Stefan I Crnojević[3], enterrée au monastère de Kom (en), trois fils (Ivan, Andrija et Božidar)
      - Skanderbeg (Gjergj Kastrioti) - Héros national albanais, marié à Donika Kastrioti, mort en 1468
        - Gjon Kastrioti II (mort en 1501), comte de Soleto, marié à Jerina Branković, fille du despote Lazar Branković de Serbie
          - Constantino Castriota (mort en 1500), évêque d'Isernia (fl. 1498)
          - Ferrante Castrioti (mort en 1561), duc de San Pietro in Galatina, militaire vénitien (fl. 1499-1501)
          - Marie (morte en 1569)
          - Georges (mort en 1540)
          - R. B. Castrioti (né en 1994), descendant

      - Jelena Kastrioti  (Gjela) - mariée à Pavle Balšić[3] avec qui elle eut George Strez Balšić, seigneur de Misia
      - Mamica Kastrioti, mariée à Muzakë Thopia en 1445[3]
      - Angjelina Kastrioti, mariée à Vladan Arianiti, deuxièmement à Ajdin Muzaka[4],[5],[6]
      - Vlajka Kastrioti, marié à Gjin Muzaka[3], deuxièmement à Stefan Strez Balšić[7] deux fils avec Stefan[8] avec qui elle avait Gojko Balšić et  Ivan Strez Balšić

Deux membres possibles des Kastrioti sont enregistrés dans le defter ottoman de 1467. Le premier, un certain Dimitri Kastrijoti, apparaît comme un chef de famille du village de Setina et Poshtme. » qui, aux côtés de « Setina e Sipërme », peut être identifié avec « Signa » qui était traditionnellement détenue par les Kastrioti. Le second était un yamak du nom de Mark Kastrioti de Derjan qui était en poste à Shtjaknëz (Shqefën moderne).

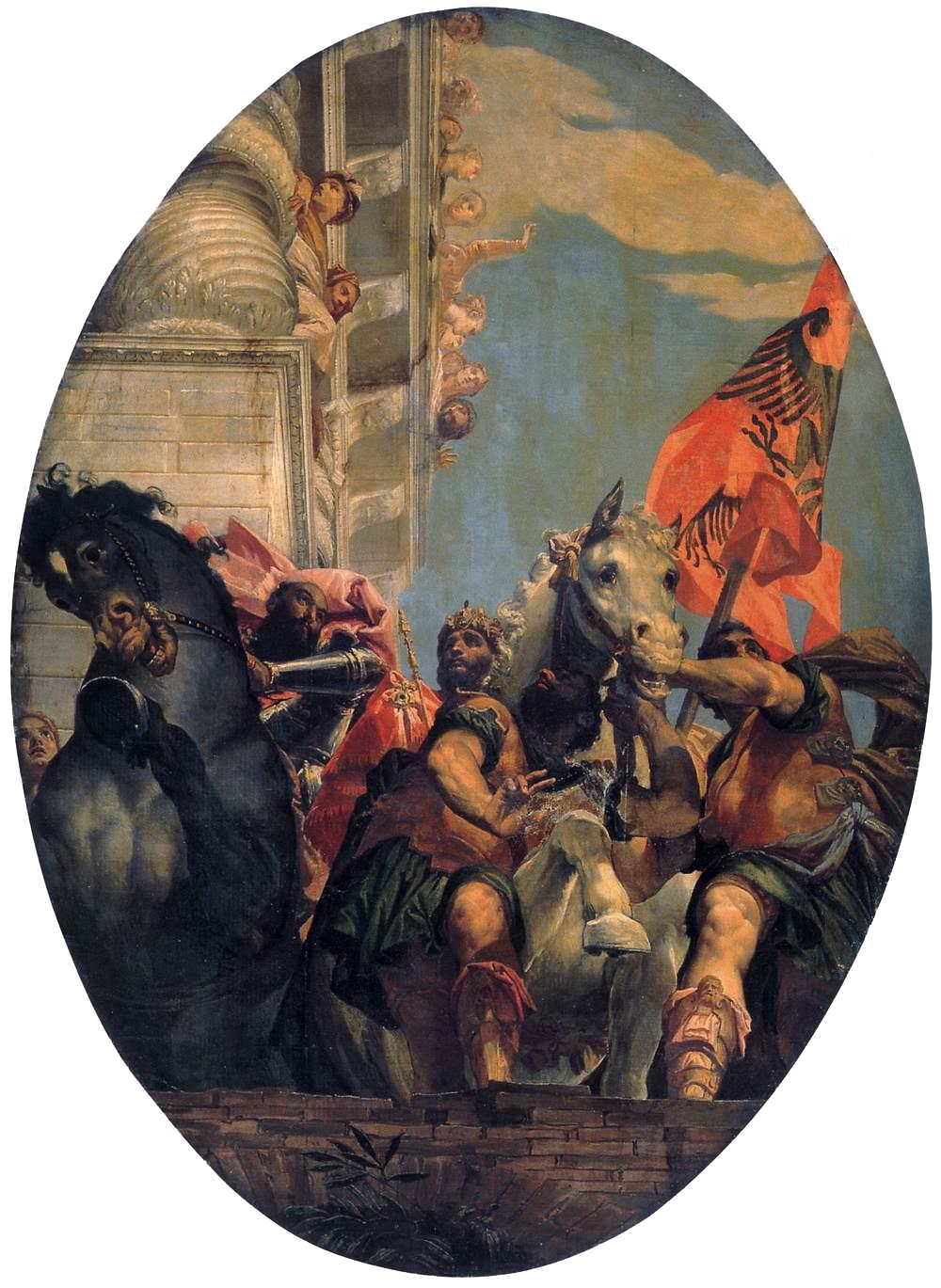
Trionfo di Mardocheo de Paolo Véronèse dans l'église de San Sebastiano, à Venise, 1556. Skanderbeg, qui tient le drapeau albanais, est représenté comme le héros biblique Mardochée qui a sauvé les Hébreux dans l'Empire achéménide.

## Armoiries

### Filiation principale

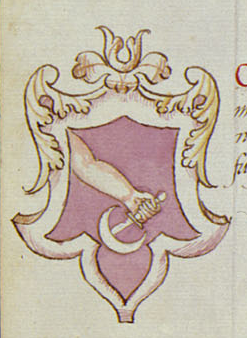
Armorial vénitien (XVIe siècle).
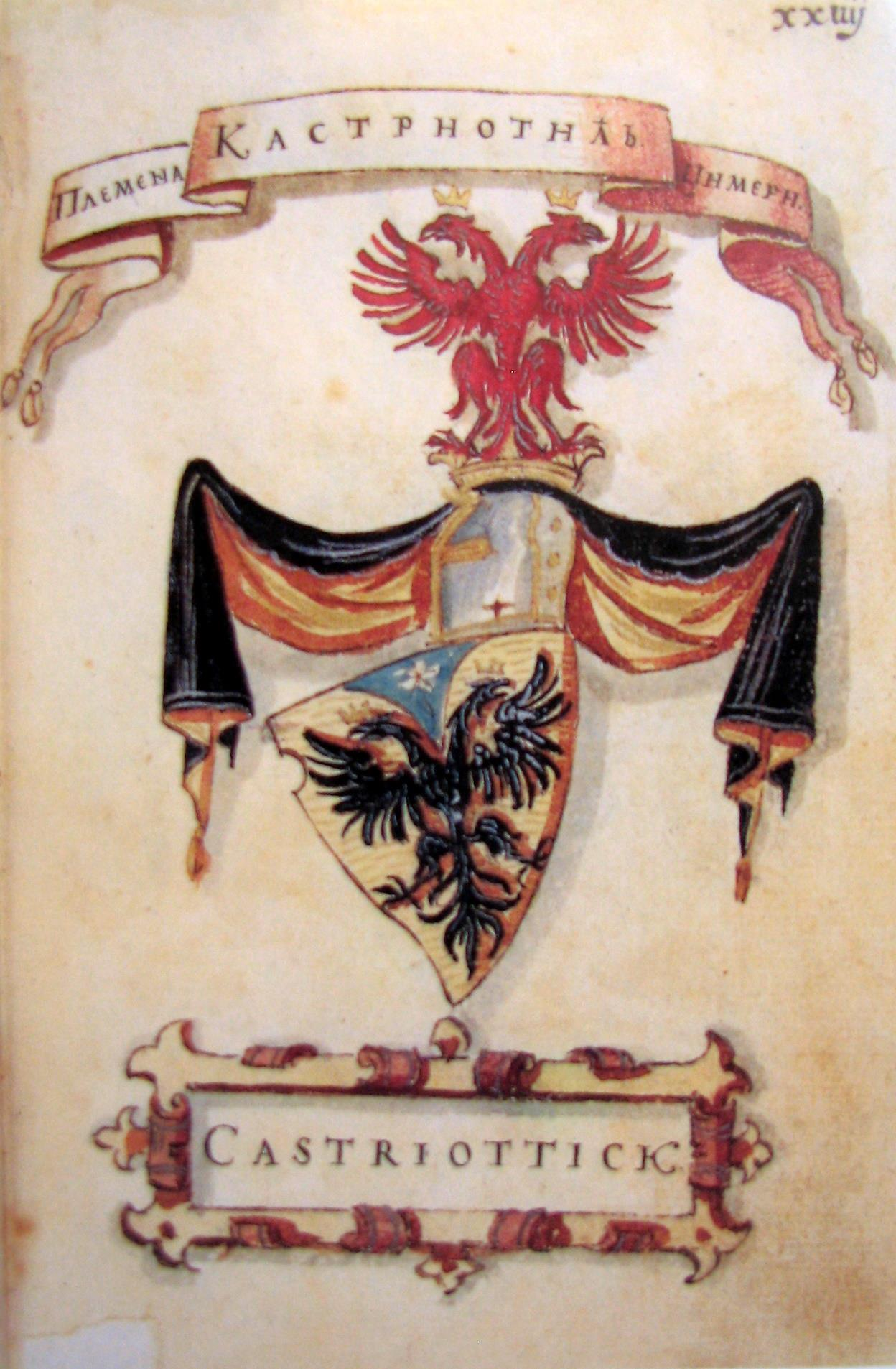
Armorial de Korenić-Neorić (1595).
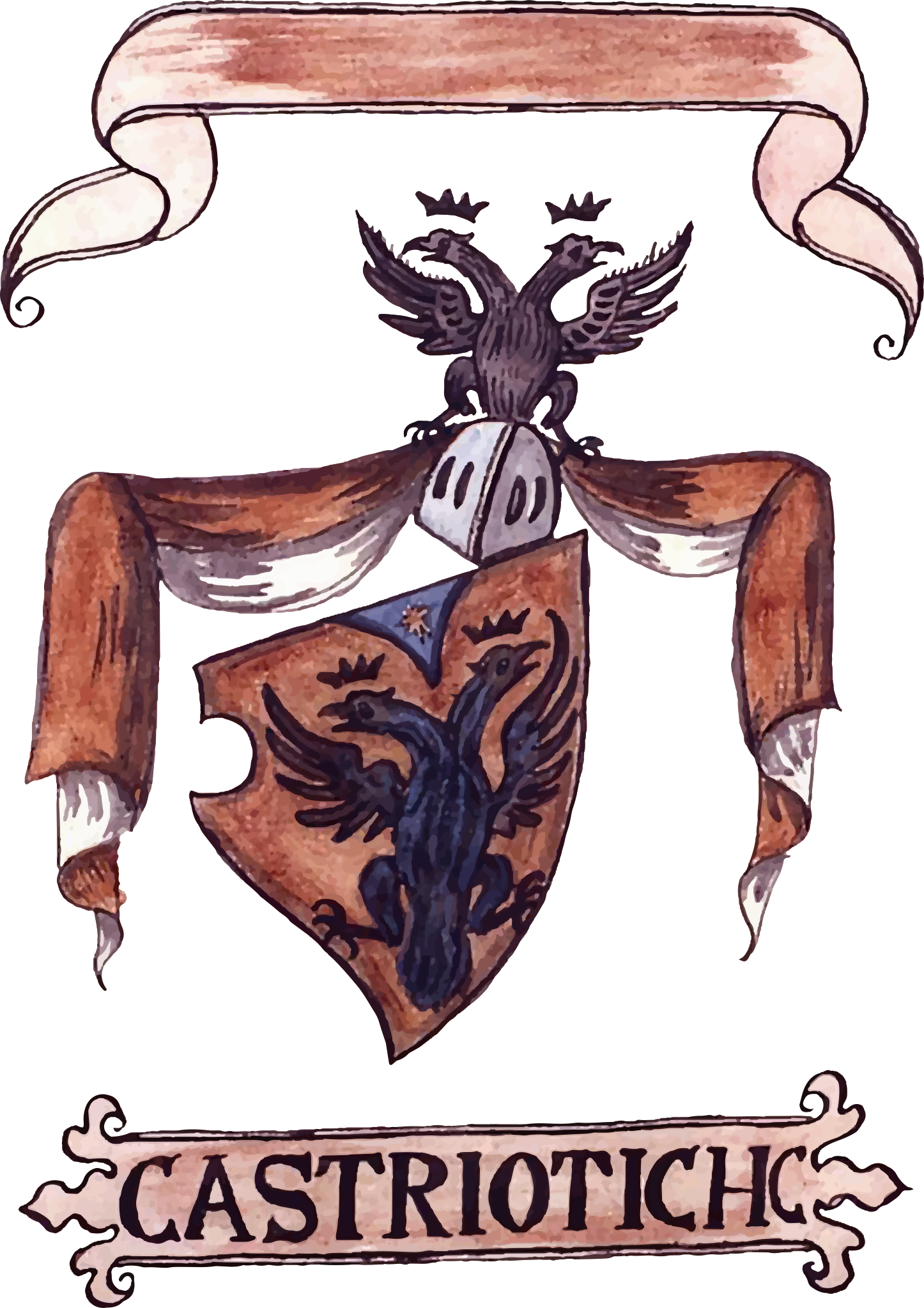
Armorial de Fojnica (1675-1688).
Charles du Fresne, sieur du Cange (1680).
Giuseppe Schirò (1904).

### Branches cadettes

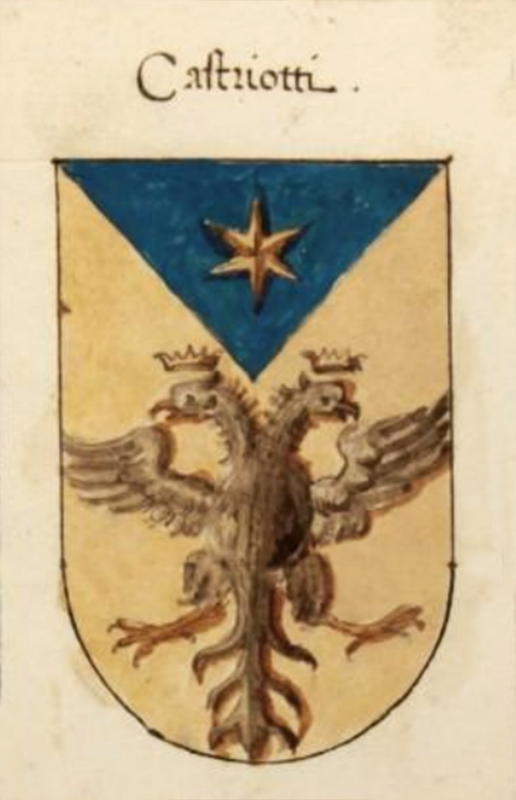
Armoiries de la branche napolitaine de la famille par Giacomo Fontana (1605).
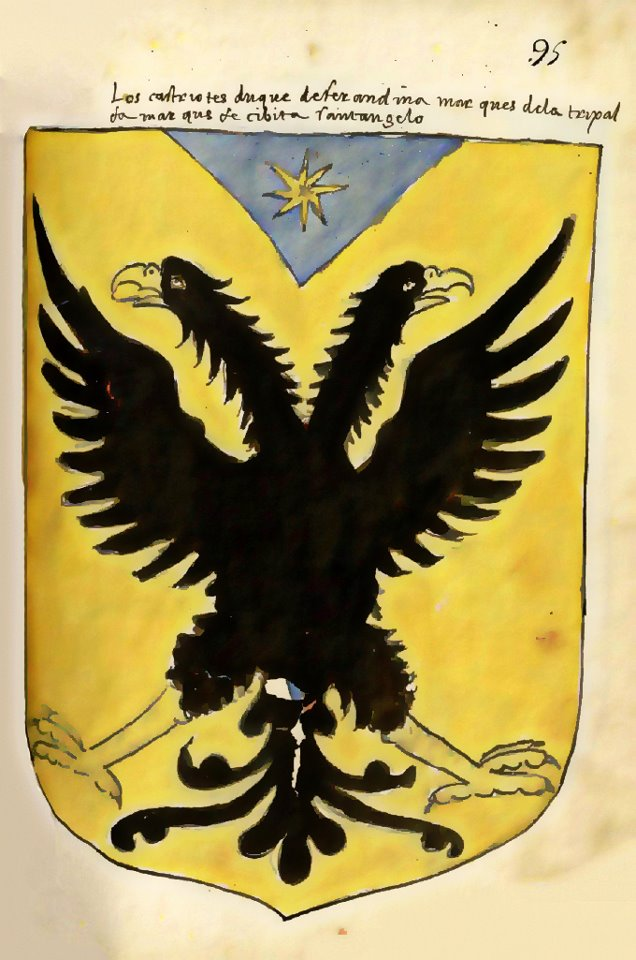
Armoiries de la branche napolitaine de la famille par Jerónimo de Bolea (XVIIe siècle).
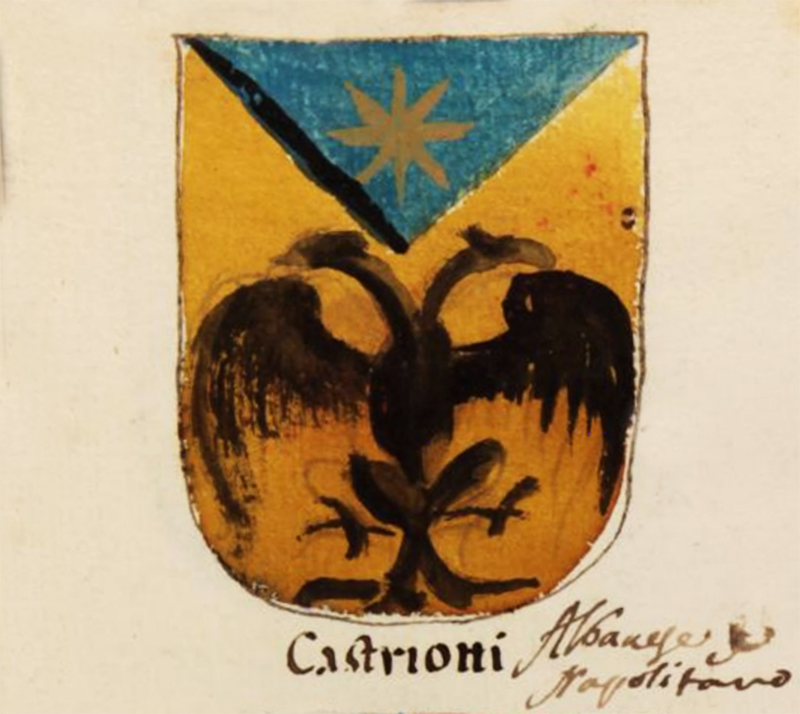
Armoiries de la branche napolitaine de la famille par Angelo Maria da Bologni (1715).